# Barry, Texas
Barry là một thành phố thuộc quận Navarro, tiểu bang Texas, Hoa Kỳ. Năm 2010, dân số của xã này là 242 người.

## Dân số
- Dân số năm 2000: 209 người.
- Dân số năm 2010: 242 người.